# Водний світ
«Во́дний світ» (англ. Waterworld) — американський постапокаліптичний науково-фантастичний фільм 1995 року. Режисером фільму став Кевін Рейнольдс, сценаристи: Пітер Рейдер і Девід Туї. Він оснований на оригінальному сценарії Рейдера 1986 року і зірки Кевіна Костнера, який також продюсував його. Дистриб'ютор — Universal Pictures. Кінострічка була наступним проєктом співробітництва Кевіна Костнера і Кевіна Рейнольдса, які раніше в 1991 році разом працювали над фільмом «Робін Гуд: Принц злодіїв».
«Водний світ» отримав змішані відгуки, попри помірний успіх на міжнародних касових зборах.

## Сюжет
2500 року внаслідок підняття рівня моря на понад 25 000 футів кожен материк на Землі знаходиться під водою. Рештки людської цивілізації живуть на плавучих громадах, відомих як атоли, давно забувши про життя на суші. Люди вірять, що десь у нескінченному океані є міфологічна «Суша».
Моряк (Кевін Костнер), самотній дрейфер, прибуває на своєму тримарані, щоб торгувати мотлохом, рідкісним товаром. Мешканці атола бачать, що Моряк — це мутант із зябрами та переплетеними ногами, і вирішили затопити його у ямі для перероблювання, свого роду рідкого компосту. Якраз тоді на атол нападають курці, банда піратів, яка шукає дівчину, яку звати Енола (Тіна Майоріно), котра, за словами їхнього лідера Дикона (Денніс Хоппер), має тату з картою Суші на спині. Охоронець Еноли Гелен (Джинн Тріплгорн) намагається втекти з Енолою на газовій кулі з винахідником Грегором (Майклом Джетером), але повітряна куля вилітає занадто рано. Через це Гелена рятує Моряка і наполягає на тому, щоб він забрав їх двох із собою.
Вони рятуються на борту тримарана. Їх переслідують курці; вони тікають, але дії Гелени призводять до пошкодження човна Моряка, і він сердито зістригує її волосся, а потім і волосся Еноли, бо вона завжди бере його олівці.
Гелена пояснює: вона вважає, що люди колись жили на суші, і просить розповісти, де Моряк зібрав його мотлох. Він пірнає з нею під водою, показуючи залишки міста та мотлох на дні океану, підтверджуючи здогадки Гелени. Коли вони виходять на поверхню, вони бачать, що курці наздогнали їх, погрожуючи вбити їх, якщо вони не видадуть Енолу, яка ховається на борту човна. Курці викрадають Енолу і намагаються вбити Гелену та Моряка. Моряк хватає Олену, і вони пірнають під водою, щоб уникнути захоплення. Коли вони виходять на поверхню, вони виявляють, що його човен знищений.
Грегору вдається наздогнати і врятувати їх, і він відвозить їх до нового імпровізованого атола, населеного вцілілими від першого нападу.
Моряк бере захопленого члена банди, щоб переслідувати диякона на борту блокшива Ексон-Вальдеса. Коли більшість курців, що стоять під палубою, ведуть танкери, Моряк стикається з Дияконом, погрожуючи запалити запаси нафти, що залишаються на танкері, якщо він не поверне Енолу. Диякон думає що моряк блефує, знаючи, що це знищить корабель, але, на його подив, Моряк кидає фальшфейєр в олію. Нижні палуби корабля наповнюються полум'ям, і корабель починає тонути. Моряк врятує Енолу і рятується через мотузку з повітряної кулі Грегора з Геленою на борту. Коли Моряк приносить Енолу до Олени, Диякону вдається схопити мотузку, щоб втекти з потопаючого корабля. Його відштовхують у воду, але підіймається на борт водних лиж. Він стріляє по повітряній кулі, струшуючи Енолу з повітряної кулі і в океан. Коли Диякон та деякі його люди сходяться на Енолу, щоб захопити її, Моряк робить імпровізований банджі-джамп з повітряної кулі, щоб схопити Енолу прямо перед Дияконом та його людьми зіткнутись та загинути під час вибуху.
Пізніше Грегор зміг розібрати татуювання на спині Еноли як координати зі зворотними напрямками. Слідом за картою, Грегор, Моряк, Гелен та Енола відкривають для себе Сушу, вершину гори Еверест, наповнену рослинністю та дикою природою. Вони також знаходять хату з останками батьків Еноли. Зрозумівши, що він не належить до суші, Моряк вирішує, що не може залишитися. Він будує новий дерев'яний вітрильник і вирушає, коли Гелен та Енола прощаються з ним.

## Пов'язані медіа

### Відеоігри
Відеоігри за мотивами фільму вийшли для Super NES, Game Boy, Virtual Boy та PC. Планувалось випустити реліз для Genesis, але він був скасований і був доступний лише на Sega. Також була запланована версія гри Sega Saturn, і розробка була завершена, але, як і її аналог Genesis, вона була скасована до виходу. Ігри на Super NES та Game Boy були доступні лише у Великій Британії та Австралії. Поки версії Super NES та Virtual Boy випускалися компанією Ocean Software, версію для ПК випустила компанія Interplay.

### Новелізація
Новелізацію виконав Макс Аллан Коллінс, її опублікувало видавництво Arrow Books. 

### Комікси
Наступний мінісеріал коміксів із чотирьох випусків «Водосвіт: Діти Левіафана» вийшов завдяки Acclaim Comics 1997 року. Кевін Костнер не дозволив використовувати своє лице для коміксів, тому «моряк» виглядає інакше. Ця історія розкриває деяку історію «Моряка», коли він збирає підказки про те, звідки він прийшов і чому він інший. Комікс розкриває можливу причину танення полярних крижаних шапок та затоплення світу та представляє нового лиходія, «Левіафана», який постачав дияконівську організацію курців. Комікс натякає на можливість того, що мутація Моряка може бути викликана не еволюцією, а генною інженерією, і що його походження може бути пов'язане з походженням «Морського їдця», морського монстра, побаченого під час сцени риболовлі у фільмі.

### Тематичний парк атракціонів
Атракціони за мотивами фільму є в Universal Studios Голлівуді, Universal Studios Японії та Universal Studios Сінгапурі. Сюжет шоу відбувається після фільму, коли Гелена повертається до Атола з доказом суші, зустрічає диякона, який пережив події фільму. Моряк приїжджає за ним, перемагає диякона і забирає Гелену назад у сушу, коли Атол вибухає.